# 17509 Ikumadan
17509 Ikumadan (1992 JR) là một tiểu hành tinh vành đai chính được phát hiện ngày 4 tháng 5 năm 1992, bởi T. Seki ở Geisei.